# لشکرکشی

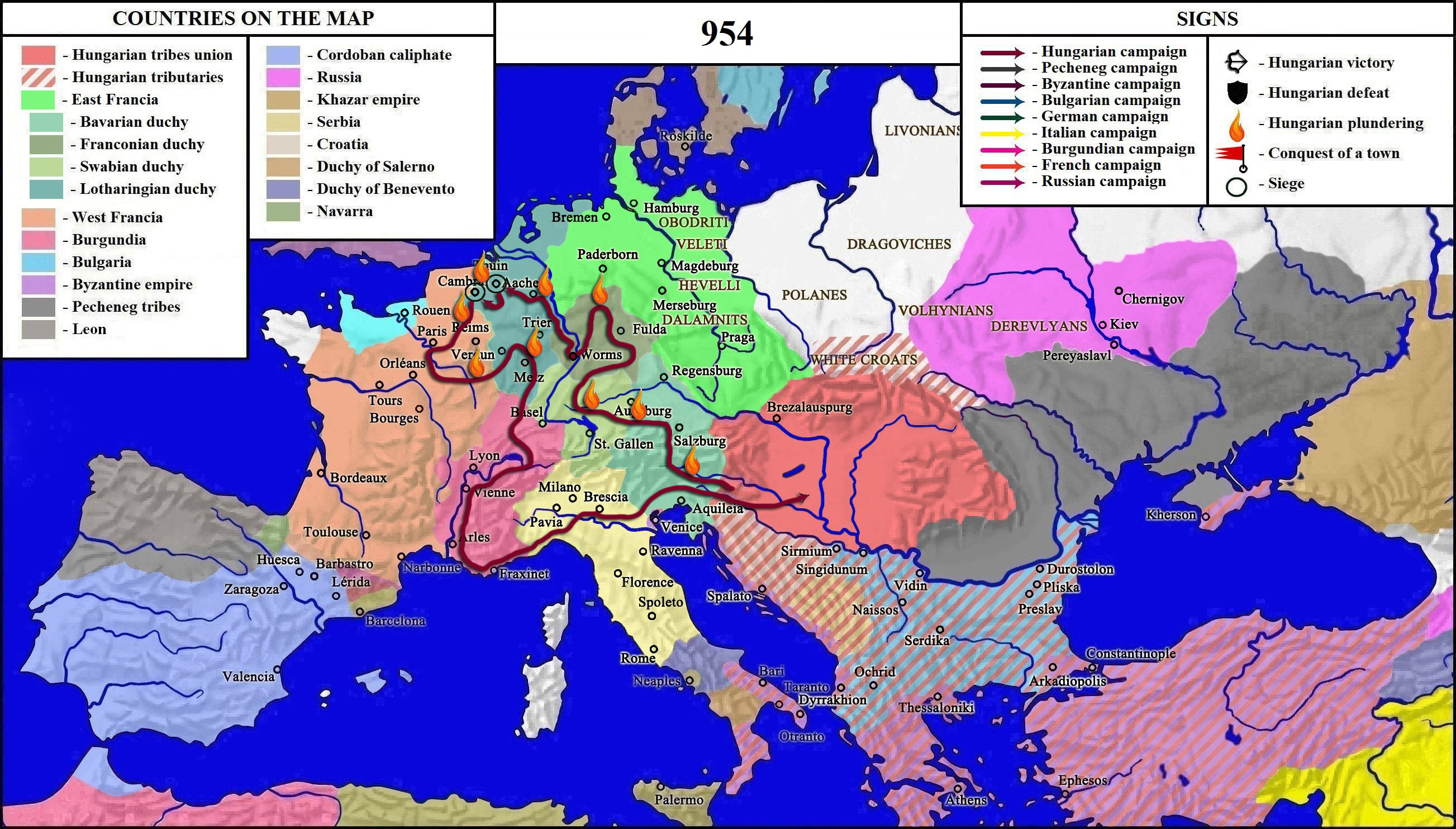
یکی از لشکر کشی ها است

در علوم نظامی، لشکرکشی رشته عملیات متوالی است که با هدف شکست دادن دشمن در زمان و منطقه‌ای معین انجام می‌شود و از ویژگی‌های آن تمرکز بر شیوهٔ جابه‌جایی نیرو، فریب دشمن، پشتیبانی خدمات رزمی، اجرای عملیات روانی و توجه به مسائل فرهنگی و اجتماعی است.